# Sphragifera bimacula
Sphragifera bimacula är en fjärilsart som beskrevs av Walker 1857. Sphragifera bimacula ingår i släktet Sphragifera och familjen nattflyn. Inga underarter finns listade i Catalogue of Life.